# Irina Shayk
Irina Valeriêvna Chaikhlislámova, mais conhecida como Irina Shayk (em russo: Ирина Валерьевна Шайхлисламова) (Iemanjelinsk, 6 de janeiro de 1986) é uma supermodelo russa
Foi capa diversas vezes da Vogue eoutras publicações, como Elle, GQ e Vanity Fair, e participa de desfiles e campanhas para algumas das maiores marcas de moda do mundo. Em 2014, interpretou Mégara, esposa de Héracles, no filme Hércules.
Além do trabalho como modelo, Irina se dedica a projetos sociais, principalmente focados em crianças em situação de vulnerabilidade

## Biografia
Shayk nasceu em Yemanzhelinsk ( região de Chelyabinsk Oblast ), União Soviética , de um pai tártaro do Volga , Valery Shaykhlislamov ( Şəyxelislamov, de Shaykh al-Islām  ), um mineiro de carvão, e mãe russa étnica , Olga, uma professora de música de jardim de infância.  Ela afirmou que herdou sua aparência de seu pai e que as pessoas muitas vezes a confundem com uma sul-americana "Meu pai tinha a pele escura, porque ele era tártaro, às vezes os tártaros podem parecer brasileiros. Eu herdei meus olhos claros da minha mãe." Ela tem uma irmã chamada Tatiana Petenkova. 
Shayk começou a tocar piano aos seis anos. Aos nove, foi matriculada em uma escola de música por sua mãe e estudou lá por sete anos, onde, além das práticas de piano, cantava no coral. 
Seu pai morreu de complicações de pneumonia quando ela tinha 14 anos, deixando a família com pouco dinheiro e forçando sua mãe a trabalhar em dois empregos para sustenta-los.
Após o ensino médio, Shayk estudou marketing, mas depois decidiu ir para a cosmetologia com sua irmã mais velha. Enquanto estava lá, foi notada por uma pessoa de uma agência de modelos local que ficou impressionada com sua aparencia. Ela foi incentivada a participar do concurso de beleza "Miss Chelyabinsk 2004" , que venceu. 

## Carreira

### 2007–2019: Primeiros anos
Em 2007, Shayk substituiu Ana Beatriz Barros como o rosto da Intimissimi. No mesmo ano estreou na edição anual de maiôs da Sports Illustrated. 
Depois de ser o rosto da Intimissimi por três anos, Shayk foi nomeada embaixadora oficial da marca em 2010. Seus outros trabalhos incluiram campanhas Beach Bunny Swimwear e Guess para a temporada primavera/verão 2009, catálogo da Victoria's Secret, Lacoste, Cesare Paciotti e Morellato . 
Em maio de 2009, assinou com a IMG Models 

### 2019–2015: Sucesso
Em 2010, Irina foi a modelo da campanha de primavera/verão da Armani Exchange, participou do videoclipe de "Power" de Kanye West, dirigido pelo artista Marco Brambilla e apareceu na capa da Ocean Drive e da GQ África do Sul, edição de agosto.
Ela fez a transição de swimwear para high fashion com uma sessão de fotos para a Harper's Bazaar da Espanha e apareceu na capa da Elle Espanha para a edição de novembro de 2010. No final do ano, foi fotografada nua na edição de dezembro da GQ Espanha; no entanto, afirmou que não havia se despido para a sessão de fotos, e que a revista havia alterado digitalmente as imagens para remover sua lingerie. A GQ respondeu dizendo que havia 15 testemunhas que confirmaram que ela posou nua.
Shayk encerrou o ano sendo reconhecida como "Melhor Modelo Internacional de 2010" pela Glamour Espanha
No Dia dos Namorados de 2011, em um episódio do Late Show with David Letterman, foi revelado via Billboard, que Shayk era a modelo da capa da edição da Sports Illustrated Swimsuit. Esta foi a quinta vez que ela foi destaque na revista, mas a primeira vez que apareceu na capa, o que a consagrou também como primeira russa a conquistar esse feito.
Depois disso, se tornou o rosto da campanha publicitária e do lookbook da marca de biquinis Luli Fama e apareceu em revistas como Tatler Rússia, Twelv, Cosmopolitan Espanha, GQ México, Glamour Espanha, Amica Itália e na capa da Elle Espanha, edição especial de Natal. Ela também trabalhou para várias marcas, como Rampage, substituindo Bar Refaeli, Replay e XTI. Naquele ano, ficou em 14º lugar na lista das "20 Modelos Mais Sexy" do Models.com. No mesmo ano, foi eleita "A Mulher Mais Sexy do Mundo" pela revista húngara Periodika. 
Em 2012, apareceu na capa de Esquire UK, Harper's Bazaar (África, Ucrânia), Marie Claire (Ucrânia, Espanha, Rússia), GQ Alemanha, Glamour Rússia e em 14 capas da Cosmopolitan de primavera ao redor do mundo. Ela também apareceu na capa da S Moda Espanha e The Sunday Times Style e fez uma sessão de fotos para a Vanity Fair Itália. No mesmo ano, participou de campanhas para Morellato, Agua Bendita e Blanco.
Em novembro, Shayk apareceu na capa da Twelv Magazine, na segunda edição, ao lado da modelo russa Anne V. No mesmo mês, fez um editorial para a Vogue Espanha edição de dezembro, fotografada por Mario Testino. 
Em fevereiro de 2013, ela apareceu na capa da Vs. Magazine com Anne V, e no mesmo mês fez uma sessão editorial para a CR Fashion Book (edição 2), fotografada por Bruce Weber e com styling de Carine Roitfeld. No mesmo mês, desfilou para Jeremy Scott durante a Semana de Moda de Nova York. Em março de 2013, desfilou para Givenchy durante a Semana de Moda de Paris. Também em 2013, Shayk apareceu várias vezes na Harper's Bazaar US e pela segunda vez na CR Fashion Book (edição 3). Em setembro, foi capa da Allure Rússia. Ela também foi a modelo da capa da Vogue Espanha, marcando sua primeira capa para a Vogue, fotografada por Giampaolo Sgura. Em 2014, foi a porta-bandeira da equipe russa na cerimônia de abertura das Olimpíadas de Inverno de 2014. 
Em outubro de 2015, se tornou a nova porta-voz internacional da L'Oréal Paris. 

### 2016–Atual: Alta-Costura e Influência
Em 2016, desfilou no Victoria's Secret Fashion Show gravida de seis meses.
Em 2017, foi indicada pela primeira vez a Modelo do Ano pelo Models.com, feito que repetiu em 2019, 2020, 2023 e 2024
Entre agosto de 2021, o Models.com a colocou na lista das New Supers, onde até hoje se mantem ao lado das modelos mais requisitadas atualmente. 
Em 2022, assinou com a The Society Management
Irina se tornou nome frequente nas pasarelas das principais semanas de moda, desfilando para marcas de alto prestigio, como Versace, Schiaparelli, Miu Miu, Coperni, Bottega Veneta, Blumarine, além de protagonizar grandes campanhas. Ela também se tornou uma potência nas redes sociais, o que a firmou como nome influente.
Em 2025, estreou no Carnaval do Rio de Janeiro como destaque da Beija-Flor. Ela chegou na cidade direto da Semana de Moda de Milão e pulou a Paris Fashion Week para realizar o antigo desejo de conhecer o Carnaval do brasileiro

## Vida pessoal
Shayk conheceu o jogador de futebol português Cristiano Ronaldo em 2009. No Dia dos Namorados dem 2011, Ronaldo voou para Nova York e a pediu em casamento. O relacionamento chegou ao fim em janeiro de 2015. 
Na primavera de 2015, começou a namorar o ator americano Bradley Cooper. Em 21 de março de 2017, Irina deu a luz a filha do casal, Lea de Seine. Eles se separaram em junho de 2019. 

Em 2013, teve um breve envolvimento com Tom Brady. O casal chegou a se reaproximar em 2025, mas nunca assumiu um romance oficialmente